# Rebecca Hazlewood
Rebecca Jane Hazlewood (Kingswinford, Inglaterra, 9 de abril de 1977) es una actriz británica de ascendencia india.

## Biografía
Nació en Kingswinford, y se formó en el Bretton Hall y en la Impulse Company, de Londres.
Debutó ante las cámaras en 1998, cuando participó en un episodio de la serie Liverpool 1, y a partir de entonces ha desarrollado una prometedora carrera, tanto en cine como en televisión.
Entre sus créditos para la gran pantalla, podemos mencionar comedias como Dog Eat Dog, The Extra, Kissing Cousins y el drama The Ode, basado en la novela Ode to Lata de Ghalib Shiraz Dhalla.
En televisión, ha tenido participaciones regulares en la serie Crossroads, donde interpretó a Beena Shah entre 2002 y 2003, y durante 2005 interpretó a Arun Parmar en Bad Girls fue Sia Clements en “Doctors”, y desde 2010 se la puede ver en la piel de Asha en“Outsourced”.
Otros créditos suyos en este ámbito incluyen breves apariciones en “Urgencias” y “Perdidos”, y papeles en los telefilmes “Clarividencias - El escondite”, “Is Harry on the Boat?” y “Las dos caras de Jano”.
En el año 2012 participó en la serie Grey's Anatomy (Anatomía de Grey), como la Dra. Mara Keaton.
También ha participado en algunos cortos, y actualmente[¿cuándo?] vive entre Los Ángeles y Londres.

## Películas y Series
2012 Grey's Anatomy - Anatomía de Grey:
- Dra. Mara Keaton.

2011 Embrace (cortometraje):
- Meera.

2010-2011 Outsourced (serie de TV):
- Rajiv Ties the Baraat: Parte 2 (2011) - Asha.
- Rajiv Ties the Baraat (2011) - Asha.
- Mama Sutra (2011) - Asha.
- Charlie Curries a Favor from Todd (2011) - Asha.
- Gupta's Hit & Manmeet's Missus (2011) - Asha.

2004-2010 Doctors (serie de TV):
- Master of the Universe (2010) - Sia Clements.
- Master of the Universe: Thursday - Judgement Day (2010) - Sia Clements.
- Master of the Universe: Wednesday (2010) - Sia Clements.
- Master of the Universe: Tuesday (2010) - Sia Clements.
- Master of the Universe: Monday (2010) - Sia Clements.

2009 Lost (serie de TV):
- 316 (2009) - Nalini (no acreditada).

2008 The Ode:
- Young Parin.

2008 Kissing Cousins:
- Zara.

2008 ER/Urgencias (serie de TV):
- Believe the Unseen (2008) - Jaspreet (acreditada como Rebecca Jane Hazlewood).
- Status Quo (2008) - Jaspreet (acreditada como Rebecca Jane Hazlewood).

2008 Las dos caras de Jano (telefilme).
2007 Meeting Helen (cortometraje):
- Beth.

2006 Sucking Is a Fine Quality in Women and Vacuum Cleaners (cortometraje):
- The Mistress.

2005 Bad Girls (serie de TV).
- Christmas Special (2005) - Arun Parmar (Series 7).
- Episodio #7.12 (2005) - Arun Parmar.
- Episodio #7.11 (2005) - Arun Parmar.
- Episodio #7.10 (2005) - Arun Parmar.
- Episodio #7.9 (2005) - Arun Parmar.

```
2005 
The Extra
:
```

- Novia en el cine.

2002-2003 Crossroads (serie de TV):
- Episodio del 9 de abril de 2003 (2003) - Beena Shah.
- Episodio del 13 de agosto de 2002 (2002) - Beena Shah.
- Episodio del 12 de agosto de 2002 (2002) - Beena Shah.
- Episodio #1.285 (2002) - Beena Shah.
- Episodio #1.284 (2002).

2001 Dog Eat Dog:
- Mina.

2001 Is Harry on the Boat? (telefilme):
- Chica con Brad.

2000 Second Sight: Hide and Seek (telefilme):
- Talia Ahmed.

1998 Liverpool 1 (serie de TV):
- Episodio #1.5 (1998) - Janey.